# Gie van den Berghe
Gie van den Berghe (Gent, 1945) is een Vlaamse historicus, ethicus en publicist.

## Loopbaan
Van den Berghe ging op zijn drieëndertigste studeren, promoveerde aan de Universiteit Gent als licentiaat en doctor in de moraalwetenschap met een proefschrift over de nazi-kampen (onderling gedrag, overlevingsschuldgevoel) dat hij herwerkte tot Met de dood voor ogen (1987). Hij concludeerde dat "het enige wat we uit Auschwitz geleerd hebben, is dat er geen grenzen zijn aan het barbarisme van de mens". Voor zijn studie kreeg Van den Berghe in 1987 de Provinciale Prijs voor Geschiedenis van Oost-Vlaanderen toegekend.
Over deze onderwerpen en veel andere schreef hij voor, tijdens en na zijn studies talloze wetenschappelijke artikels en essays in vooraanstaande, kranten, weekbladen, tijdschriften en bundels. Hij werkte tevens mee aan het project Onderuit van de arbeidersliteratuur (EPO).
Gie van den Berghe dook in verscheidene landen in de archieven, werkte acht jaar als geschiedkundige aan het Studie- en Documentatiecentrum Oorlog en Hedendaagse Maatschappij, zetelde in de wetenschappelijke commissie die de oprichting voorbereidde van een Vlaams Museum over de Jodenuitroeiing en andere genociden en is gastdocent aan de Universiteit Gent.
Zijn werk De uitbuiting van de Holocaust uit 1990, waarin hij enerzijds de Holocaust-ontkenners weerlegt en anderzijds waarschijnlijk maakt dat verscheidene Israëlische regeringen de jodenuitroeiing hebben uitgebuit om hun politiek in het Midden-Oosten te rechtvaardigen, leidde tot kritiek uit joodse hoek.
Het werk van Gie van den Berghe werd bekroond met geschiedkundige en andere prijzen, onder meer de Arkprijs van het Vrije Woord en in 1996 met "De Zesde Vijs" van SKEPP, voor zijn genuanceerde kritische kijk en voor zijn verdiensten in het verspreiden van objectieve kennis inzake pseudowetenschap.
Zijn voorlaatste boek 'De mens voorbij' (november 2008) overziet vier eeuwen vooruitgangs- en maakbaarheidsideologie, van de Verlichting, over darwinisme, sociaal darwinisme en eugenetica tot transhumanisme.

## Prijzen
- 1987 Provinciale Prijs voor Geschiedenis van Oost-Vlaanderen.
- 1996 Arkprijs van het Vrije Woord.
- 1996 Prijs van Saint Genois, vijfjaarlijkse prijs voor geschiedenis van de Koninklijke Academie van België
- 1997 De Zesde Vijs, prijs van SKEPP, Vlaamse sceptici